# Agàrevka
Agàrevka (en rus: Агаревка) és un poble de l'óblast de Saràtov, a Rússia, segons el cens del 2010 tenia un habitant. Pertany al districte municipal de Petrovsk.